# Tessen
Tessen je samurajska ratna lepeza. Tessen znači "željezna lepeza".

## Korištenje

#### U ratu
U ratu su tesseni korišteni za signaliziranje, odbijanje strijela, kao bacačko oružje ili pak kao pomoć pri plivanju. Nisu se mogle sklopiti.
Zapovjednik bi podigao ili spustio lepezu i tessenom pokazao prema smjeru gdje bi se trupe trebale kretati. Naredba bi se prenosila dok sve trupe ne prime i izvrše zapovjed.  

#### U svakodnevnici
Tesseni su obično bili zataknuti o pojas (Obi) ili virili iz kimona. Kada bi samuraj otišao u posjetu ili obavljao kućanske poslove ne bi imao mačeve. Mačevi se također nisu smjeli nositi kod posjete feudalnom gospodaru (Daimyu) no tesseni jesu. Korišteni su za napad iako češće za obranu.